# 488-й гвардейский мотострелковый полк
488-й гвардейский мотострелковый Симферопольский Краснознамённый, ордена Суворова полк имени Серго Орджоникидзе (сокр. 488 мсп, в/ч 12721) — тактическое формирование Сухопутных войск Российской Федерации.
Полк входит в состав 144-й гвардейской мотострелковой дивизии 20-й гвардейской общевойсковой армии. Пункт постоянной дислокации — город Клинцы в Брянской области.

## История
488-й мотострелковый полк сформирован на базе 28-й отдельной мотострелковой Симферопольской Краснознамённой, ордена Суворова бригады имени Серго Орджоникидзе в 2016 году в г. Клинцы Брянской области. 28-я мотострелковая бригада до 2016 года базировалась в г. Екатеринбурге, первый эшелон прибыл в г. Клинцы 30 мая.
Полк наследует награды, знамя, почётное наименование, исторический формуляр и боевую славу 28-й мотострелковой бригады.
28-я мотострелковая бригада ведёт свою историю от 77-й стрелковой дивизии (2-го формирования). 77-я стрелковая дивизия сформирована 19 октября 1942 года в г. Нахичевань (АзССР). Дивизия во время Великой Отечественной войны находилась в составе Закавказского фронта, 58-й армии, 28-й армии (3-го формирования), 51-й армии.
После окончания ВОВ, летом 1945 года, 77-я стрелковая дивизия в составе 63-го стрелкового корпуса 51-й армии прибыла в пункт постоянной дислокации г. Свердловск. В 1946 году дивизия свёрнута в 4-ю отдельную стрелковую бригаду и, затем, в начале 1950-х развёрнута в дивизию.
В 1957 году 77-я стрелковая дивизия переформирована в 126-ю мотострелковую дивизию. Дивизия базировалась в Уральском военном округе в составе 63-го армейского корпуса, со штабом в г. Свердловск.
11 января 1965 года соединение переименовано в 34-ю мотострелковую дивизию. В ходе реформ 2000-х годов дивизия была разделена на 2 бригады Центрального военного округа: 28-ю омсбр и 7-ю гв. отбр.
1 ноября 2016 года командир бригады, полковник Рамиль Гилязов, вручил боевое знамя 28-й отдельной мотострелковой бригады командиру 488-го мотострелкового полка подполковнику Акулову А. М.
По сообщению «Верстки», в марте 2022 года в ходе войны с Украиной полк понес большие потери в боях под Харьковом. В конце 2023 года был подан 13 иск о признании служащих военной части полка погибшими. В июле 2022 года полку присвоено почётное наименование «гвардейский».
По сообщениям журналистов, в начале августа 2024 года как минимум два срочнослужащих полка попали в плен к ВСУ в ходе боёв в Курской области. В конце августа 2024 года спецназ ВСУ показал изданию The Guardian документы, которые, с их слов, были изъяты на оставленных позициях во время вторжения ВСУ в Курскую область. The Guardian не смогло проверить подлинность документов, однако, по мнению издания, они имеют признаки настоящих докуменитов. В тексте документов руководство говорило о потенциальном прорыве и подготовке наступления украинской армии с января — февраля 2024 года. Сообщалось о низком моральном состоянии российских солдат и вызванного этим случае самоубийства. Для поддержания психологической формы командирам приказано заниматься политической подготовкой — ежедневно включать солдатам новости из российских государственных СМИ.

## Командиры
- 2016—2019 — подполковник Акулов, Андрей Михайлович[15].
- 2019 — н. в. — полковник Корало, Владимир Николаевич.